# Armando (artista)
Dirk Herman van Dodeweerd (Amesterdão, 18 de setembro de 1929 – Berlim, 1 de julho de 2018), conhecido como Armando, foi um pintor, escultor e escritor holândes.

## Carreira
Em 1958, ele foi um dos fundadores e membros do Nederlandse Informele Groep.

## Biografia
Ele nasceu Amesterdão, morou um pouco em Amersfoort até 1989, e depois em Berlim.
Morreu em 1 de julho de 2018, aos 88 anos.

## Prêmios

### Honras
- 1990 - Cavaleiro da Ordem de Orange-Nassau
- 2006 - Cavaleiro da Ordem de Holanda Leão
- 2009 - O título Honorário de medalha para as Artes e a Ciência da Ordem da Casa de Orange[3]